# Макашвили, Маро Константиновна
Маро́ (Мариам) Макашви́ли (груз. მარო მაყაშვილი, 25 августа 1901 — 19 февраля 1921) — грузинская студентка, ушедшая добровольцем на фронт во время советско-грузинской войны и погибшая под Тифлисом. Первая женщина, ставшая Национальным героем Грузии (2015 год, посмертно).

## Биография
Маро родилась в семье грузинского поэта Константина Макашвили и его жены Тамары Габашвили, дочери писательницы Екатерины Габашвили. После окончания Тифлисской женской гимназии поступила на философский факультет Тифлисского государственного университета.
В феврале 1921 года, когда 11-я армия Советской России вступила на территорию Грузии, брат Маро Шалва Макашвили ушёл добровольцем на фронт. Вскоре за ним последовала и Маро, записавшись в ряды добровольцев Красного Креста 17 февраля 1921 года (по другим данным, 16 февраля). Вместе с экипажем скорой помощи они двинулись в направлении Коджори и Табахмела, где на подступах к Тифлису шли основные сражения.
19 февраля Маро была смертельно ранена в голову осколком гранаты. Вместе с другими погибшими в боях она была 23 февраля похоронена во дворе воинского храма в Тифлисе (ныне территория здания парламента Грузии).

## Память

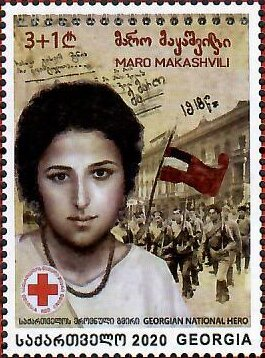
Марка 2021 года

Грузинский поэт Тициан Табидзе в одной из своих статей 1921 года сравнил Маро Макашвили и её последовательниц с Жанной д’Арк.
С 16 лет Маро Макашвили вела дневник. В 1990-е годы была найдена часть дневника и в 1996 году она была издана в журнале «Натоби». В 2004 году дневник в виде книги издал Литературный музей. Позже в распоряжении музея оказался архив Анны Гвиниашвили, где обнаружилась вторая часть дневника, который после этого был переиздан в типографии «Фаворит Принт».
В честь Маро Макашвили названа улица в Сололаки (Подъём Маро Макашвили). Также в 2015 году на улице Гудиашвили в Тбилиси, перед одним из корпусов Национальной парламентской библиотеки Грузии, был открыт новый парк имени Маро Макашвили.
24 декабря 2015 года Маро Макашвили было присвоено звание Национального героя Грузии (посмертно).
В 2021 году была выпущена почтовая марка с изображением Маро Макашвили.